# Patsy Montana
Pour les articles homonymes, voir Montana (homonymie) et Blevins (homonymie).
Ruby Rose Blevins, alias Patsy Montana, est une chanteuse américaine de musique country, née le 30 octobre 1908 et morte le 3 mai 1996. Sa chanson I Want to Be a Cowboy's Sweetheart s'est vendue à plus d'un million d'exemplaires. Elle figure au Country Music Hall of Fame.

## Biographie
Ruby Blevins grandit près de Hope (Arkansas). Elle n'a pas de sœur, mais elle a dix frères, dont deux meurent jeunes dans un incendie.
En 1929, Blevins, avec un de ses frères et une belle-sœur, part s'installer en Californie pour suivre des études de violon à l'université of the west (aujourd'hui UCLA). Elle participe à des radio-crochets et, en 1931, elle gagne un premier prix qui lui donne accès au programme Hollywood Breakfast Club de la radio KMIC.
Elle adopte le pseudonyme, Patsy Montana, que lui donne Stuart Hamblen quand il la fait participer à une de ses émissions sur la radio KMIC, où elle est l'une des Montana Cowgirls aux côtés du champion de rodéo, Montie Montana.
En 1932, elle est remarquée par Jimmie Davis qui la présente sur son émission de radio à Shreveport (Louisiane) et la fait enregistrer pour RCA Records.
À l'été de 1933, avec deux de ses frères, elle se rend à la grande foire agricole de Chicago pour présenter un grand melon cultivé par sa famille. Rubye y rencontre deux chanteuses amies, Millie et Dolly Good du groupe The Girls of the Golden West. Elle y fait une audition, et elle retenue pour chanter à la radio WLS-AM avec un groupe de musiciens appelés les Prairie Ramblers dans un programme intitulé National Barn Dance. Les Prairie Ramblers enregistrent avec elle des morceaux pour ARC Records, Decca, et RCA Records.
En 1934, Patsy adapte la chanson "Texas Plains" pour en faire "Montana Plains", qui deviendra finalement son tube, "I Want to Be a Cowboy's Sweetheart". Sorti en 1935, l'enregistrement de ce titre va faire d'elle la première chanteuse de country à vendre un million de disques. La chanson raconte le désir de vivre au grand air, en chevauchant son cheval dans les plaines, et en chantant sous les étoiles. Le couplet est agrémenté d'un petit air de yodel. Patsy se produit sur le National Barn Dance jusque dans les années 1950, et y travaille avec Gene Autry, Pat Buttram, Red Foley, the Girls of the Golden West et George Gobel.
Le 3 juillet 1934, elle se marie avec Paul Rose, qui est stage manager pour Gene Autry. Ils ont deux filles, Beverly et Judy.
En 1939, elle joue dans le film, Colorado Sunset avec Gene Autry, Smiley Burnette et June Storey.
À la fin des années 1950, elle prend une semi-retraite, mais elle fait son retour en 1964, avec un nouvel album pour le label Sims en Arizona, auquel participe Waylon Jennings en tant que lead guitar. Puis, elle continue à participer à des festivals, des conventions, des rodéos, voyageant en Europe de temps en temps.
Patsy Montana meurt le 3 mai 1996 dans sa maison de  San Jacinto, Californie. Elle est enterrée à Riverside (Californie). Elle est lauréate du Country Music Hall of Fame de Nashville, Tennessee, en 1996.
Elle a enregistré environ 200 titres en 78t suivis de plusieurs douzaines de microsillons.
Elle a influencé de nombreux artistes, dont Patsy Cline, Dottie West et LeAnn Rimes. Un Patsy Montana Festival a lieu tous les ans depuis 1996 au début de juin, à Pineville (Missouri). Elle a servi de modèle à Jessie, l'écuyère dans le film d'animation Toy Story 2.